# Harm van Veldhoven
Harm van Veldhoven est un footballeur néerlandais naturalisé belge devenu entraîneur. Il est né le 28 septembre 1962 à Luyksgestel (Pays-Bas).
Il est actuellement le Président du Lommel SK.

## Biographie
Il a évolué comme milieu de terrain au RWDM et au Germinal Ekeren. Il a joué 266 matches et marqué 29 buts en Division 1. 
Il termine sa carrière au Lommel SK, où il devient en 1999, entraîneur adjoint. Il fait monter ce club en Division 1. Puis, il va au FC Brussels avec lequel il devient champion de D2 en 2004. Il rejoint ensuite le Cercle Bruges pour trois saisons.
Il dirige les joueurs du Germinal Beerschot de juillet 2007 à Novembre 2008. Puis, il rejoint le club néerlandais du Roda JC.
Après 3 saisons et demie au Roda JC, il retrouve le championnat belge en rejoignant le FC Malines pour la saison 2012/2013 en signant un contrat de 2 ans.  Il n'ira, cependant, pas au bout de son contrat pour manque de résultats. Après une première saison correcte (8e), le club Malinois se situe à une triste 13e place à la fin du premier tour de la saison 2013/2014, loin des objectifs du club (celui-ci voulant accrocher le top 6).  Le néerlandais est limogé du club le 30 décembre 2013.
En juillet 2014, il s'engage dans le nouveau championnat indien et signe donc au Delhi Dynamos Football Club. 
En janvier 2015, il signe un contrat jusqu'à la fin de la saison au KVC Westerlo, en remplacement de Dennis van Wijk.  Son contrat est prolongé de 2 saisons supplémentaires le 30 mars 2015, après avoir acquis le maintien du club campinois en division 1.
Cependant, il est limogé du club le 25 novembre 2015 pour mauvais résultats, Westerlo étant dernier de la Pro League avec 12 points en 16 matchs.
Le 16 février 2016 il est nommé directeur technique au FC Eindhoven.
Il occupe la même fonction à Roda JC du 16 juin 2017 au 2 août 2019.
Il devient le nouveau directeur des opérations de l'infrastructure du club de Lommel SK, en Belgique, à partir du 29 août 2019.  
Le 18 février 2021, il est nommé Président du club de Lommel.

## Palmarès
- Meilleurs buteurs du championnat de Belgique D2 en 1990 (avec 17 buts)
- Champion de Belgique D2 en 2004 avec le FCM Brussels Strombeek comme entraîneur.